# Günther Fritz
Günther Fritz (* 20. Juli 1956 in Vaduz) ist ein liechtensteinischer Journalist und Politiker. Von 2015 bis 2021 war er Parteipräsident der Vaterländischen Union (VU).

## Biografie
Ab November 1990 bis zu seinem Wechsel in die Politik im Jahr 2015 war Fritz beim Liechtensteiner Vaterland tätig. Erst als politischer Redaktor, dann ab 1995 als Chefredaktor. Auf dem Parteitag der VU am 13. November 2015 in Gamprin wurde er zum Nachfolger von Jakob Büchel gewählt. Mit seiner Wahl zum Parteipräsidenten legte Fritz seinen Posten als Chefredaktor nieder. Neuer Chefredaktor wurde Patrik Schädler. Nach den erfolgreichen Landtagswahlen 2021 legte er sein Amt aus gesundheitlichen Gründen nieder. Sein Nachfolger als Parteipräsident wurde Thomas Zwiefelhofer.
Fritz war Mitglied im Verwaltungsrat des Vaduzer Medienhauses. Er ist seit 1985 mit Andrea Fritz-Wohlwend verheiratet. Gemeinsam haben sie drei Kinder, eine Tochter und zwei Söhne. Die Familie wohnt seit 1995 in Schellenberg.